# Grèce salentine

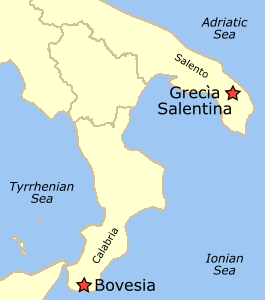

La Grèce salentine (Grecìa salentina en italien, en grec moderne : Γκρέτσια Σαλεντίνα) est un îlot linguistique hellénophone du Salento, dans la province de Lecce, comprenant neuf communes (Calimera, Martano, Castrignano de' Greci, Corigliano d'Otranto, Melpignano, Soleto, Sternatia, Zollino, Martignano) où se parle un dialecte grec appelé griko. C'est une enclave linguistique au milieu d'une aire du dialecte italien salentin.
En pratique, aujourd'hui, Melpignano et Soleto n'ont plus de locuteurs griko. De plus, à partir de 1990, le terme a été dénaturé en partie de sa signification originelle, pour définir une union de communes, et en 2007 trois communes non hellénophones (Carpignano Salentino, Cutrofiano, Sogliano Cavour) se sont ajoutées aux neufs communes précédentes pour créer l'Union des communes de la Grèce salentine (Unione dei comuni della Grecìa salentina). 
La pénétration grecque dans la péninsule salentine provient à la fois de l'Antiquité (Grande-Grèce) et de la domination byzantine, en particulier avec l'émigration de nombreux religieux dans la période de l'iconoclastie du VIIIe siècle, puis encore avec l'immigration massive qui a suivi les campagnes militaires de l'empereur Basile Ier, qui ont continué dans les siècles suivants. Les nombreux villages du Salento avaient une culture et une langue grecque et étaient de religion orthodoxe.